# Bound Brook
Bound Brook es un borough ubicado en el condado de Somerset en el estado estadounidense de Nueva Jersey. En el año 2010 tenía una población de 10,402 habitantes y una densidad poblacional de 2,364.1 personas por km².

## Geografía
Bound Brook se encuentra ubicado en las coordenadas 40°30′03″N 74°32′15″O / 40.50083, -74.53750.

## Demografía
Según la Oficina del Censo en 2000 los ingresos medios por hogar en la localidad eran de $46,858 y los ingresos medios por familia eran $51,346. Los hombres tenían unos ingresos medios de $32,226 frente a los $28,192 para las mujeres. La renta per cápita para la localidad era de $22,395. Alrededor del 10.9% de la población estaba por debajo del umbral de pobreza.